# Liste des plus hauts gratte-ciel de l'agglomération de Sydney
Depuis la construction de l'AWA Tower en 1939, plus de 140 gratte-ciel (immeuble de  100 mètres de hauteur et plus) ont été construits à Sydney et dans sa banlieue, la très grande majorité depuis les années 1970.
En mai 2016 la liste des immeubles d'au minimum 110 mètres de hauteur est la suivante d'après Emporis;

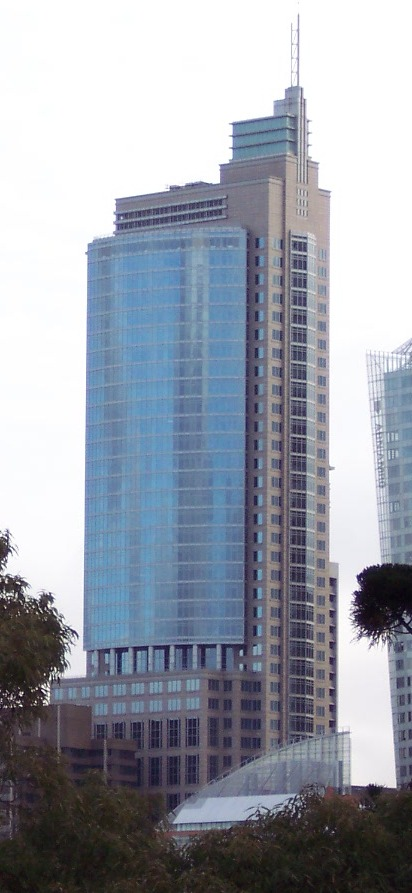
Chifley Tower

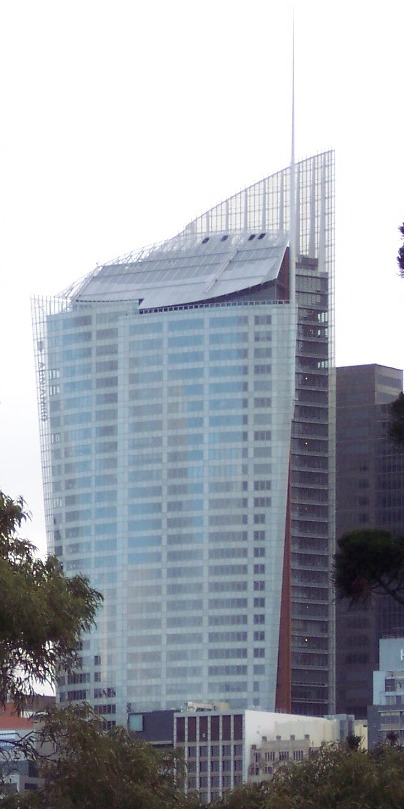
Aurora Place

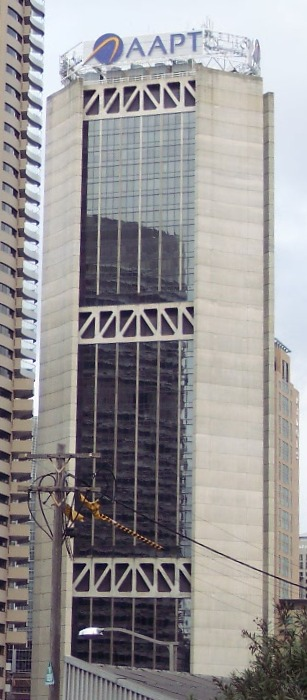
Suncorp Place

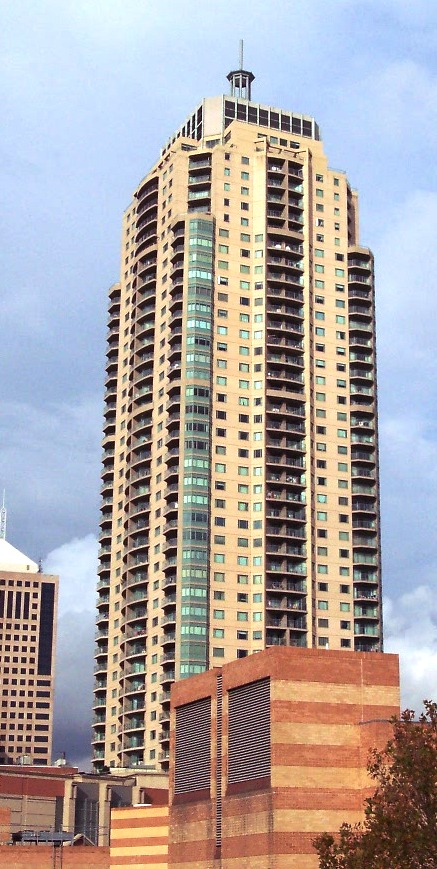
The Peak (Sydney)

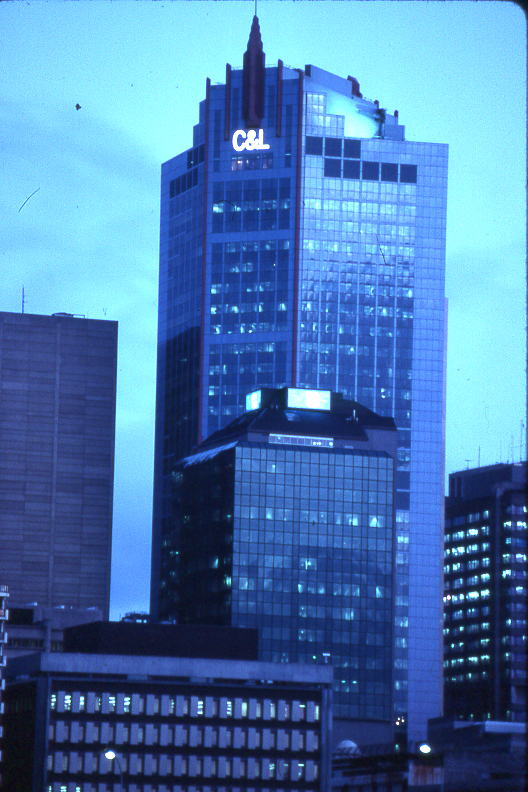
HSBC Centre

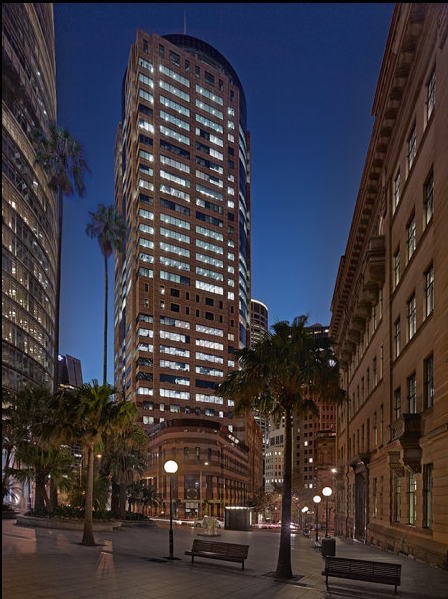
1 O'Connell Street

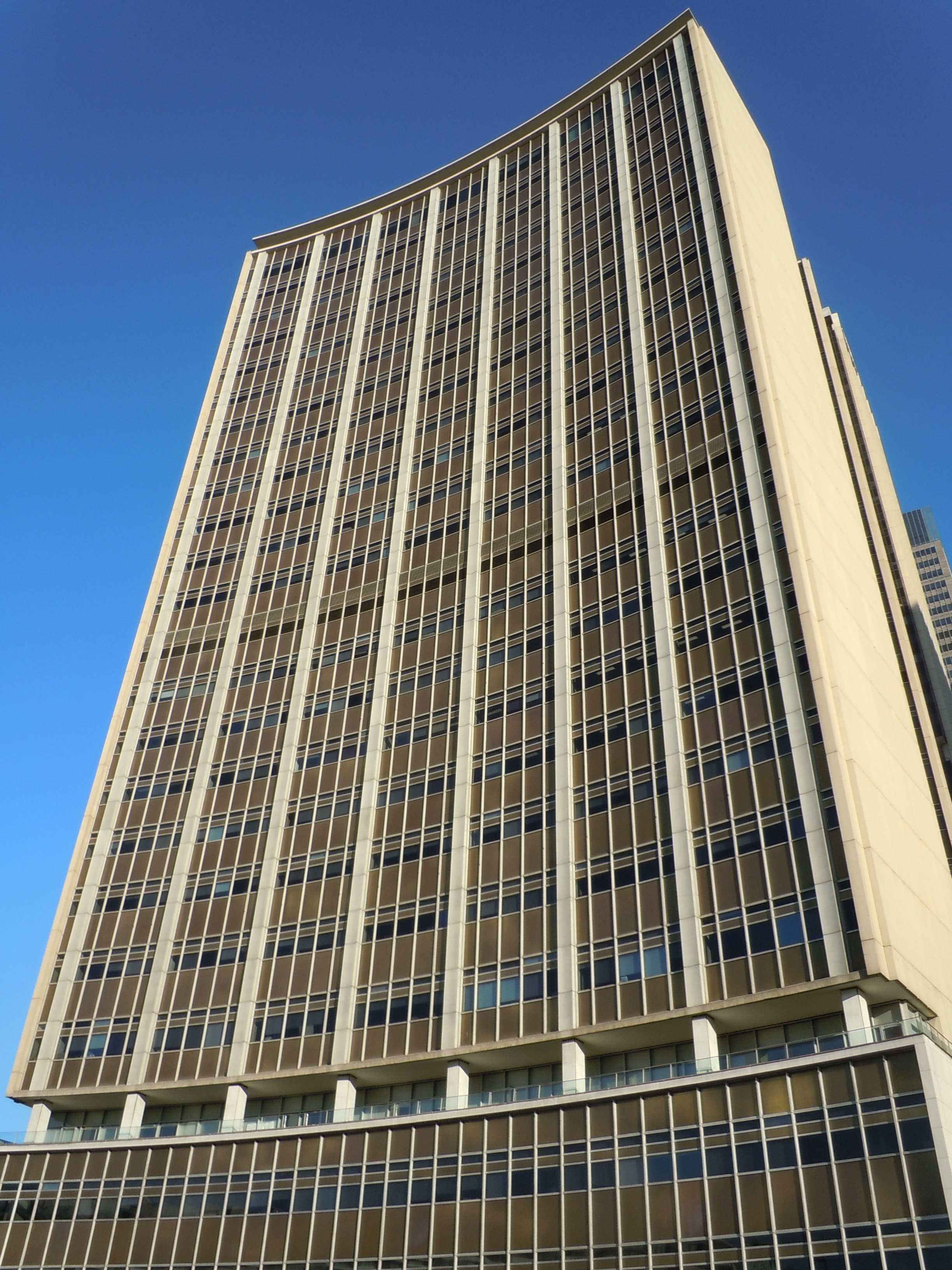
AMP Building

| Rang | Nom                              | Municipalité | Hauteur | Étages | Année |
| ---- | -------------------------------- | ------------ | ------- | ------ | ----- |
| 1    | Sydney Tower                     | Sydney       | 309 m   | 19     | 1981  |
| 2    | Crown Sydney                     | Sydney       | 271 m   | 71     | 2020  |
| 3    | Citigroup Centre (Sydney)        | Sydney       | 243 m   | 50     | 2000  |
| 4    | Chifley Tower                    | Sydney       | 241 m   | 50     | 1992  |
| 5    | Deutsche Bank Place              | Sydney       | 240 m   | 39     | 2005  |
| 6    | World Tower                      | Sydney       | 230 m   | 75     | 2004  |
| 7    | MLC Centre                       | Sydney       | 228 m   | 60     | 1977  |
| 8    | Governor Phillip Tower           | Sydney       | 227 m   | 54     | 1993  |
| 9    | Ernst & Young Tower at Latitude  | Sydney       | 222 m   | 45     | 2004  |
| 10   | Aurora Place                     | Sydney       | 219 m   | 41     | 2000  |
| 11   | International Tower 1            | Sydney       | 217 m   | 49     | 2016  |
| 12   | ANZ Bank Center                  | Sydney       | 195 m   | 46     | 2013  |
| 13   | Suncorp Place                    | Sydney       | 193 m   | 48     | 1982  |
| 14   | AMP Centre                       | Sydney       | 188 m   | 45     | 1976  |
| 15   | Castlereagh Centre               | Sydney       | 183 m   | 31     | 1989  |
| 16   | Century Tower                    | Sydney       | 183 m   | 50     | 1997  |
| 17   | Grosvenor Place                  | Sydney       | 180 m   | 45     | 1988  |
| 18   | International Tower 2            | Sydney       | 178 m   | 43     | 2015  |
| 19   | Altitude Apartments West Tower   | Parramatta   | 177 m   | 55     | 2016  |
| 20   | Australia Square Tower           | Sydney       | 170 m   | 46     | 1967  |
| 20   | Meriton Tower                    | Sydney       | 170 m   | 48     | 2006  |
| 22   | The Peak (Sydney)                | Sydney       | 168 m   | 46     | 1996  |
| 22   | International Tower 3            | Sydney       | 168 m   | 39     | 2015  |
| 24   | 1 O'Connell Street               | Sydney       | 166 m   | 36     | 1991  |
| 24   | Westpac Place                    | Sydney       | 166 m   | 35     | 2005  |
| 26   | 201 Elizabeth Street             | Sydney       | 165 m   | 40     | 1978  |
| 27   | Gateway Plaza                    | Sydney       | 164 m   | 46     | 1989  |
| 28   | HSBC Centre                      | Sydney       | 162 m   | 37     | 1988  |
| 29   | The Cove (gratte-ciel)           | Sydney       | 158 m   | 45     | 2003  |
| 30   | Horden Towers                    | Sydney       | 156 m   | 48     | 1999  |
| 31   | Angel Place                      | Sydney       | 152 m   | 35     | 2000  |
| 31   | Sydney Central                   | Sydney       | 152 m   | 31     | 1992  |
| 33   | Lumière Residences               | Sydney       | 151 m   | 47     | 2007  |
| 33   | 85 Castlereagh Street            | Sydney       | 151 m   | 32     | 2012  |
| 35   | 200 George Street                | Sydney       | 150 m   | 35     | 2016  |
| 36   | Colonial State Bank              | Sydney       | 147 m   | 36     | 1986  |
| 37   | 8 Chifley Square                 | Sydney       | 146 m   | 34     | 2013  |
| 38   | Governor Macquarie Tower         | Sydney       | 145 m   | 36     | 1994  |
| 39   | Commsec Tower                    | Sydney       | 145 m   | 33     | 1999  |
| 40   | Horizon Apartments               | Sydney       | 144 m   | 43     | 1998  |
| 41   | Quay West Apartments             | Sydney       | 142 m   | 44     | 1991  |
| 42   | The Tower (Sydney)               | Sydney       | 141 m   | 36     | 1999  |
| 43   | Aspect Tower                     | Sydney       | 140 m   | 42     | 2008  |
| 43   | Telstra Plaza                    | Sydney       | 140 m   | 36     | 1988  |
| 45   | Elan Apartments                  | Sydney       | 139 m   | 38     | 1997  |
| 45   | One Bligh Street                 | Sydney       | 139 m   | 30     | 2011  |
| 47   | Bankers Trust Tower              | Sydney       | 138 m   | 35     | 1998  |
| 48   | Rialto Tower                     | Sydney       | 137 m   | 45     | 2004  |
| 49   | Park Regis Apartments            | Sydney       | 136 m   | 45     | 1968  |
| 49   | 420 George Street                | Sydney       | 136 m   | 34     | 2010  |
| 51   | Era                              | Sydney       | 135 m   | 43     | 2013  |
| 51   | British Telecom Tower            | Sydney       | 135 m   | 32     | 1991  |
| 53   | Met Centre                       | Sydney       | 134 m   | 19     | 1980  |
| 54   | St Martins Tower                 | Sydney       | 133 m   | 37     | 1975  |
| 55   | Civic Tower                      | Sydney       | 132 m   | 35     | 2004  |
| 56   | Hilton Sydney                    | Sydney       | 131 m   | 45     | 1974  |
| 56   | Northpoint Tower                 | North Sydney | 131 m   | 35     | 1980  |
| 56   | NRMA House                       | Sydney       | 131 m   | 32     | 1976  |
| 59   | Sydney Harbour Marriott Hotel    | Sydney       | 130 m   | 32     | 1988  |
| 60   | Inmark Tower                     | Sydney       | 129 m   | 36     | 2011  |
| 60   | National Australia Bank Building | Sydney       | 129 m   | 32     | 1986  |
| 62   | AON Tower                        | Sydney       | 128 m   | 35     | 1988  |
| 63   | Shangri-La Hotel                 | Sydney       | 127 m   | 40     | 1992  |
| 63   | Mulpha House                     | Sydney       | 127 m   | 35     | 1978  |
| 63   | KPMG Centre                      | Sydney       | 127 m   | 30     | 1992  |
| 66   | Price Waterhouse Coopers         | Sydney       | 126 m   | 32     | 1999  |
| 66   | IBM Centre                       | Sydney       | 126 m   | 30     | 1992  |
| 68   | Amora Jamison Hotel              | Sydney       | 123 m   | 38     | 1999  |
| 68   | National Mutual Centre           | Sydney       | 123 m   | 32     | 1977  |
| 68   | Spherion Tower                   | Sydney       | 123 m   | 31     | 1992  |
| 71   | Observatory Tower                | Sydney       | 121 m   | 36     | 1964  |
| 72   | Optus Plaza                      | North Sydney | 120 m   | 28     | 1992  |
| 72   | Victoria Towers                  | Sydney       | 120 m   | 39     | 1996  |
| 72   | The Hyde                         | Sydney       | 120 m   | 35     | 2010  |
| 72   | The Westin Sydney                | Sydney       | 120 m   | 35     | 1999  |
| 72   | University of Technology         | Sydney       | 120 m   | 33     | 1978  |
| 72   | Macquarie Bank Building          | Sydney       | 120 m   | 24     | 1999  |
| 72   | American Express Tower           | Sydney       | 120 m   | 33     | 1981  |
| 79   | Princeton Apartments             | Sydney       | 119 m   | 38     | 1995  |
| 79   | Westpac Bank Building            | Sydney       | 119 m   | 30     | 1971  |
| 81   | Forum I                          | Sydney       | 118 m   | 38     | 1999  |
| 81   | 135 on King                      | Sydney       | 118 m   | 32     | 1990  |
| 81   | Macquarie Bank                   | Sydney       | 118 m   | 30     | 1977  |
| 84   | One Central Park East            | Sydney       | 117 m   | 34     | 2013  |
| 84   | Norwich House                    | Sydney       | 117 m   | 32     | 1970  |
| 86   | The Miramar Apartments           | Sydney       | 116 m   | 38     | 1993  |
| 86   | Commonwealth Bank Building       | Sydney       | 116 m   | 32     | 1988  |
| 88   | AMP Building                     | Sydney       | 115 m   | 26     | 1962  |
| 88   | Beau Monde Apartments            | North Sydney | 115 m   | 36     | 2004  |
| 90   | Fraser Suites                    | Sydney       | 114 m   | 33     | 2006  |
| 90   | Law Courts Building              | Sydney       | 114 m   | 30     | 1976  |
| 92   | AWA Tower                        | Sydney       | 112 m   | 14     | 1939  |
| 92   | Innovation Place                 | North Sydney | 112 m   | 25     | 2007  |
| 94   | Four Seasons Hotel Sydney        | Sydney       | 110 m   | 30     | 1983  |
| 94   | Goldfields House                 | Sydney       | 110 m   | 25     | 1966  |
| 94   | Citadel Tower 1                  | Sydney       | 110 m   | 21     | 1991  |